# Rodnja
Rodnja (russisk: Родня, da.: Slægtninge) er en sovjetisk spillefilm fra 1981 instrueret af Nikita Mikhalkov, der også medvirker i filmen.

## Medvirkende
- Nonna Mordjukova som Marija Konovalova
- Svetlana Krjutjkova som Nina
- Jurij Bogatyrjov som Tasik
- Andrej Petrov som Ljapin
- Fjodor Stukov som Irishka
- Oleg Mensjikov som Kirill